# Lorem ipsum

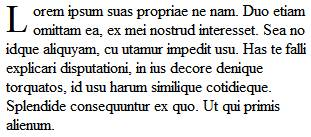
Lorem ipsum...

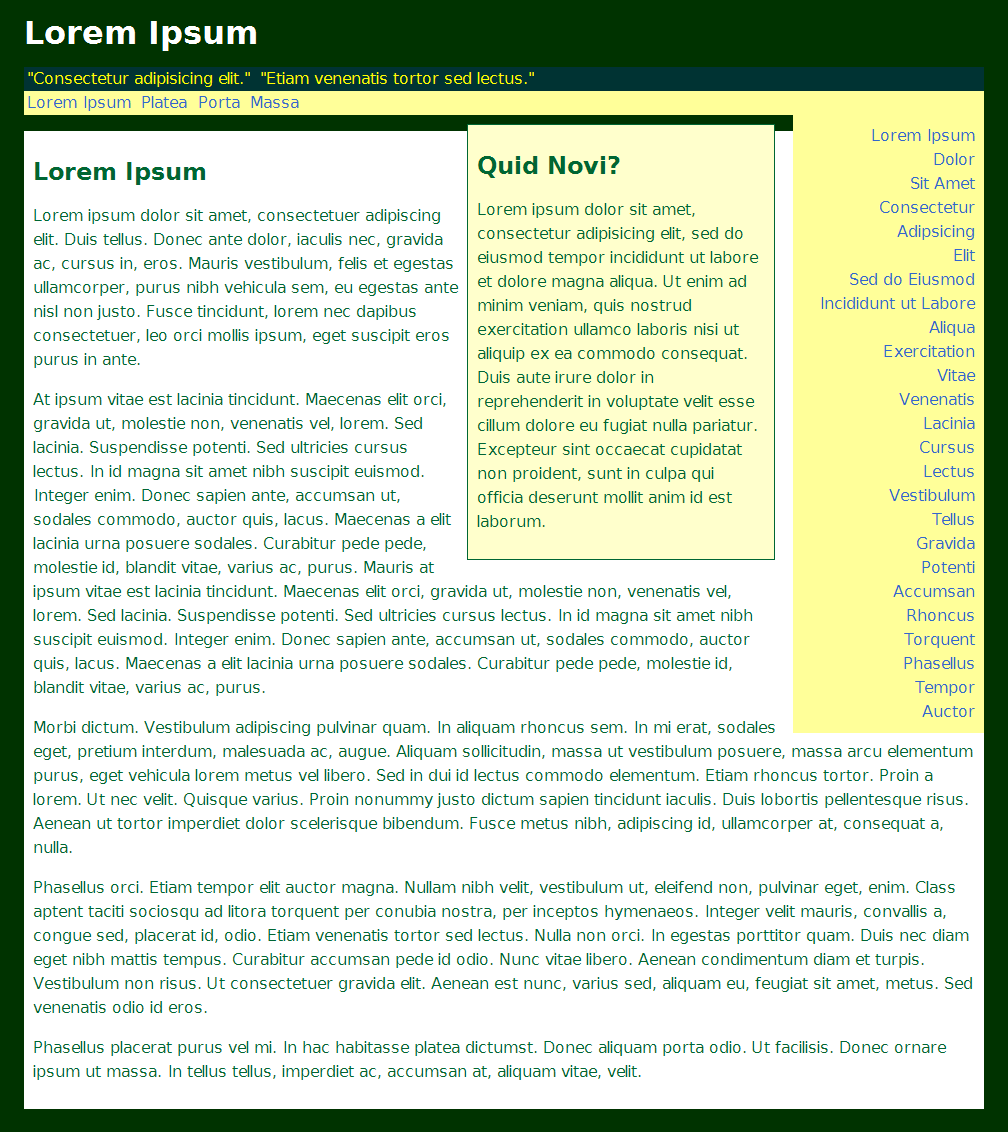
Il Lorem ipsum usato in una pagina web per delle prove.

Lorem ipsum è un testo segnaposto utilizzato da grafici, progettisti, programmatori e tipografi a modo riempitivo per bozzetti e prove grafiche. È un testo privo di senso, composto da parole (o parti di parole) in lingua latina, riprese pseudocasualmente dal De finibus bonorum et malorum scritto da Cicerone del 45 a.C, a volte alterate con l'inserzione di passaggi ironici. La caratteristica principale è data dal fatto che offre una distribuzione delle lettere uniforme, apparendo come un normale blocco di testo leggibile. Fu reso popolare, negli anni '60, con la diffusione dei fogli di caratteri trasferibili, detti anche trasferelli, e successivamente dai programmi di grafica.
In informatica è usato molto frequentemente come testo riempitivo nelle prove grafiche di pagine web e come dati fittizi nella prova di funzionamento dei database. L'uso di questo espediente, per riempire spazi altrimenti vuoti (spesso in attesa dei dati definitivi), è molto efficace grazie soprattutto all'alternanza di parole lunghe e brevi, punteggiatura e paragrafi. In questo modo viene simulato con sufficiente verosimiglianza l'impatto grafico di un testo reale, in modo particolare per quanto riguarda l'impatto estetico.
Questa consuetudine come testo segnaposto standard ha fatto sì che la maggior parte dei software di grafica e tipografia adottassero funzioni e strumenti di "riempimento automatico", con un'immediata anteprima dello spazio occupato e della resa finale.

## Standard
Il testo più comune è il seguente ma, essendo un insieme pseudocasuale di parole, ne esistono versioni differenti:

## Originale
Il testo deriva dai paragrafi 32-33 del libro I di un'opera di Cicerone del 45 a.C.: il De finibus bonorum et malorum ("Sui confini del bene e del male").
Non è nota con precisione la data in cui il testo ha assunto la forma standard attuale. La provenienza del testo fu scoperta casualmente negli anni sessanta da Richard McClintock, un latinista professore al college di Hampden-Sydney in Virginia, mentre cercava le ricorrenze del raro termine consectetur nella letteratura classica.
Di seguito, il testo originale di Cicerone con le parole estrapolate evidenziate in grassetto; da esso si evince come alcune parole siano storpiate nel lorem ipsum, ad esempio con aferesi, elisioni o sincopi, o spezzate in due o unite assieme:
(Cicerone, De finibus bonorum et malorum, I,32-33)